# Chlorophorus favieri
Chlorophorus favieri là một loài bọ cánh cứng trong họ Cerambycidae.